# Marisol Argueta de Barillas
Marisol Argueta de Barillas là Giám đốc cấp cao, Trưởng Mỹ Latinh, tại Diễn đàn Kinh tế Thế giới. Bà từng là bộ trưởng ngoại giao của El Salvador, được bổ nhiệm vào tháng 1 năm 2008 sau khi Francisco Laínez từ chức, cho đến khi chính phủ thay đổi vào tháng 6 năm 2009.
Sinh ngày 6 tháng 4 năm 1968, và một luật sư được đào tạo, Argueta de Barillas tốt nghiệp từ Học viện Británica Cuscatleca, có bằng JD từ Universidad Tiến sĩ Jose M. Delgado và bằng sau đại học về ngoại giao từ Đại học Oxford. Bà cũng học tại Học viện Hòa bình Quốc tế, Đại học Harvard và Đại học New York. Ngoài ra, bà còn là Trợ lý Giáo sư Luật Hiến pháp và Luật Chính trị tại một trường đại học tư ở El Salvador và đã viết về các vấn đề quốc tế và hội nhập khu vực.
Bà là một nhà lãnh đạo trẻ toàn cầu của Diễn đàn Kinh tế Thế giới và đã nhận được đồ trang trí quốc gia từ nhiều quốc gia và nhiều giải thưởng, trong đó có "Chuyên gia xuất sắc nhất 2008" từ Đại học Jose M. Delgado El Salvador. Là một thành viên của Sáng kiến Lãnh đạo Trung ương của Viện Aspen, cô là đồng sáng lập chương Vital Voices - El Salvador, và phục vụ trong các Hội đồng của FUSATE và Hogares CREA, El Salvador. Trước khi trở thành bộ trưởng ngoại giao năm 2008, bà là cố vấn cấp cao cho người tiền nhiệm và Tổng giám đốc Chính sách đối ngoại của Bộ Ngoại giao. Bà cũng từng giữ chức vụ Tham tán Bộ trưởng tại Đại sứ quán El Salvador tại Washington, D.C. và là Phó Đại diện thường trực của El Salvador cho Liên Hợp Quốc tại thành phố New York.